# Artal II d'Alagón
Artal II d'Alagón (? - ~1213) va ser un cavaller aragonès del llinatge dels Alagón, Alferes del regne d'Aragó, Majordom del regne d'Aragó, 5r Senyor d'Alagón.

## Orígens familiars
Era fill de Palacín I d'Alagón.

## Núpcies i descendents
Es casà amb Toda Romeo. D'aquest matrimoni tingueren:
- Blasco I d'Alagón
- Toda de las Cellas, senyora de Sobradiel
- Una filla de nom desconegut, casada amb Pero de Sesse

## Mort
A partir d'agost de 1213, Artal II d'Alagón desapareix dels registres i el seu fill Blasco I d'Alagón pren el relleu en la Senyoria d'Alagón. Ser del llinatge dels Alagón comportava heretar també el títol de Majordom del Regne d'Aragó (les ordinacions del rei de la Corona d'Aragó Pere III del 1344 instituïren tres nobles majordoms: un del regne d'Aragó, un del Principat de Catalunya i un dels regnes de València i de Mallorca). Ben al contrari d'allò que el nom d'aquest títol reial podria avui en dia suscitar, originàriament comportava exercir el govern i l'administració de la justícia com a «dignitats honorífiques» pròpies dels consellers del rei (tot i que moltes vegades a la pràctica eren dos cavallers majordoms subordinats que exercien l'ofici).
Com a majordom i cavaller reial, segurament va morir el 1213 a la batalla de Muret (Occitània) junt amb el rei en Pere el Catòlic, que entrà en guerra per defensar els territoris dels seus vassalls, els senyors d'Occitània, que estaven sent envaïts per les tropes dels cavallers Croats, acusats de no perseguir el catarisme (una vessant cristiana puritana, austera i sense jerarquia institucional, que criticava la hipocresia de l'església romana i no li pagava cap tribut). Muret, com altres ciutats del comtat de Tolosa al final del segle xii, s'havia constituït en règim comunal, un autogovern municipal al marge de qualsevol altre tipus d'autoritat, que defensaven tots els seus ciutadans.
Aquest atac del Regne de França i de cavallers del nord bàsicament (sota la promesa de terres com a recompensa, a més del perdó dels seus pecats) es va realitzar contra les terres vassalles i aliades del rei d'Aragó Pere III el Catòlic (anomenada Croada Albigesa perquè va començar a la ciutat d'Albi, Llenguadoc). Casualment el 1200, la corona de França es va aliar amb la Corona de Castella (el delfí de França, el futur Lluís VIII, es va casar amb Blanca de Castella, que seria reina regent de França durant els anys següents, formant part de la massacre d'Occitània més endavant, sobre la dècada del 1220).
Segurament l'Artal II, degut al càrrec reial que tenia de cavaller majordom del regne, així com la data de la seva mort ens indica, va morir acompanyant i lluitant al costat del seu rei, en Pere II de la Corona d'Aragó, que va morir també l'any 1213 a la batalla de Muret, en aquest moment històric que va ser la Croada Albigesa.

## Biografia
Apareix esmentat a Lleida el 1149. Fou un dels testimonis del Tractat de Cazola de l'any 1179. Va participar amb Pere II d'Aragó «el Catòlic» en la campanya que va conduir a la primera conquesta del Racó d'Ademús el 1212, amb el Setge d'Al-Dāmūs i el Setge de Castellfabib. A partir d'agost de 1213 desapareix dels registres i pren el seu testimoni el seu fill Blasco I d'Alagón.